# Gouvernes
Gouvernes – miejscowość i gmina we Francji, w regionie Île-de-France, w departamencie Sekwana i Marna.
Według danych na rok 1990 gminę zamieszkiwały 934 osoby, a gęstość zaludnienia wynosiła 343 osób/km² (wśród 1287 gmin regionu Île-de-France Gouvernes plasuje się na 645. miejscu pod względem liczby ludności, natomiast pod względem powierzchni na miejscu 832.).